# Javoří (Hartmanice)
Javoří je malá vesnice, část města Hartmanice v okrese Klatovy v Plzeňském kraji. Nachází se asi 4,5 kilometru severozápadně od Hartmanic. Javoří leží v katastrálním území Javoří u Hartmanic o rozloze 2,42 km².

## Historie
První písemná zmínka o vesnici pochází z roku 1389.

## Obyvatelstvo
| Rok            | 1869 | 1880 | 1890 | 1900 | 1910 | 1921 | 1930 | 1950 | 1961 | 1970 | 1980 | 1991 | 2001 | 2011 | 2021 |
| -------------- | ---- | ---- | ---- | ---- | ---- | ---- | ---- | ---- | ---- | ---- | ---- | ---- | ---- | ---- | ---- |
| Počet obyvatel | 66   | 48   | 55   | 53   | 53   | 42   | 37   | 29   | 23   | 28   | 24   | 20   | 20   | 12   | 11   |
| Počet domů     | 8    | 7    | 7    | 6    | 6    | 6    | 6    | 7    | 7    | 6    | 6    | 6    | 6    | 6    | 6    |

## Obecní správa
Při sčítání lidu v letech 1850–1949 Javoří bylo samostatnou obcí v okrese Sušice. V letech 1950–1959 bylo osadou obce Těšov u Sušice v okrese Sušice. Od roku 1960 je částí města Hartmanice v okrese Klatovy. V letech 1850–1920 k obci patřil Mochov a v letech 1850–1949 také Dolejší Těšov a Vlastějov.